# Leskia plana
Leskia plana là một loài ruồi trong họ Tachinidae.